# 核安全公约
核安全公约（英語：Convention on Nuclear Safety），是1994年国际原子能机构制订的国际公约。公约订于奥地利维也纳，于1996年10月24日生效，保存人是国际原子能机构总干事 。

## 背景
各缔约国认识到确保核能利用安全、受良好监督管理和与环境相容对国际社会的重要性；重申继续促进世界范围内的核安全高水平的必要性；重申核安全的责任由对核设施有管辖权的国家承担。为此各缔约国制订本公约各条款。

## 内容
公约的目的是：
1. 通过加强本国措施与国际合作，包括适当情况下与安全有关的技术合作，以在世界范围内实现和维持高水平的核安全；
2. 在核设施内建立和维持防止潜在辐射危害的有效防御措施，以保护个人、社会和环境免受来自此类设施的电离辐射的有害影响；
3. 防止带有放射后果的事故发生和一旦发生事故时减轻此种后果。

公约第二章规定了义务，包括一般规定、立法和监督管理、一般安全考虑、设施的安全等。第三章规定了缔约方应举行审议会议，以便根据程序审议提交的报告。